# Gastrotheca orophylax
Gastrotheca orophylax là một loài ếch trong họ Hemiphractidae.
Nó được tìm thấy ở Colombia và Ecuador.
Môi trường sống tự nhiên của nó là các khu rừng vùng núi ẩm nhiệt đới hoặc cận nhiệt đới và đất canh tác. Loài này đang bị đe dọa do mất môi trường sống.